# 찰스 타운젠드

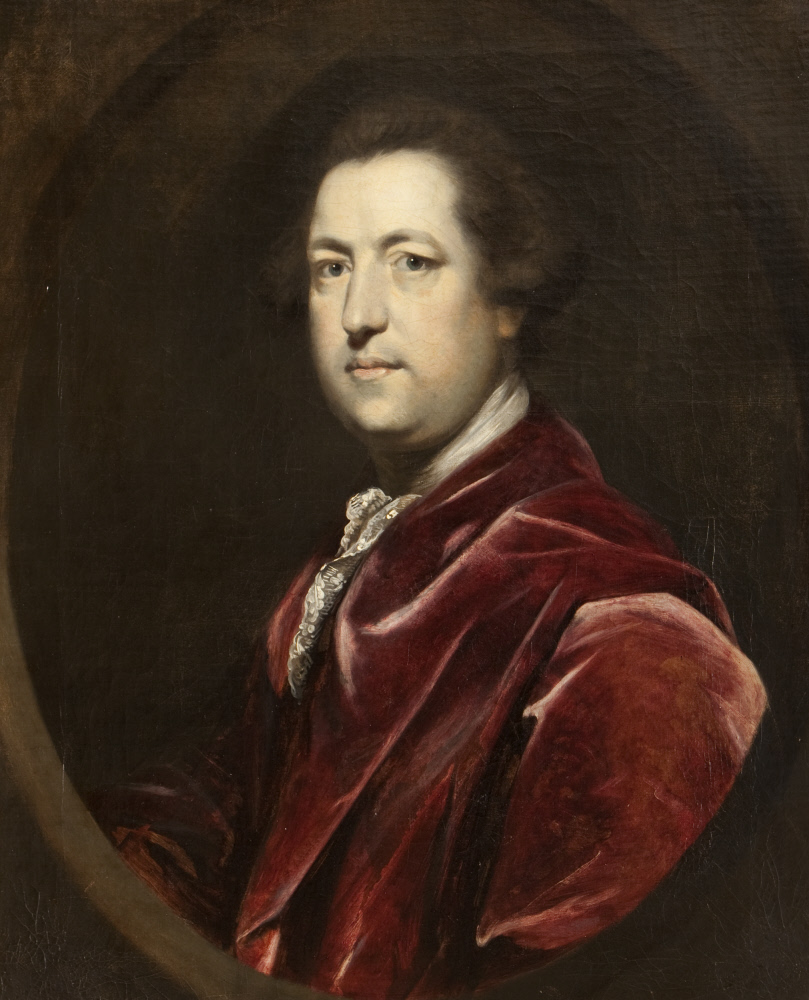
찰스 타운젠드

찰스 타운젠드(Charles Townshend, 1725년 8월 28일 ~ 1767년 9월 4일)는 영국의 정치인이다. 타운젠드 법을 설립한 사람으로 유명하여 이 법으로 인하여 미국 독립 혁명이 일어나게 되었다. 제3대 타운젠드 자작 찰스 타운젠드의 차남이다.